# Teufenthal
Teufenthal (toponimo tedesco) è un comune svizzero di 1 644 abitanti del Canton Argovia, nel distretto di Kulm.

## Monumenti e luoghi d'interesse

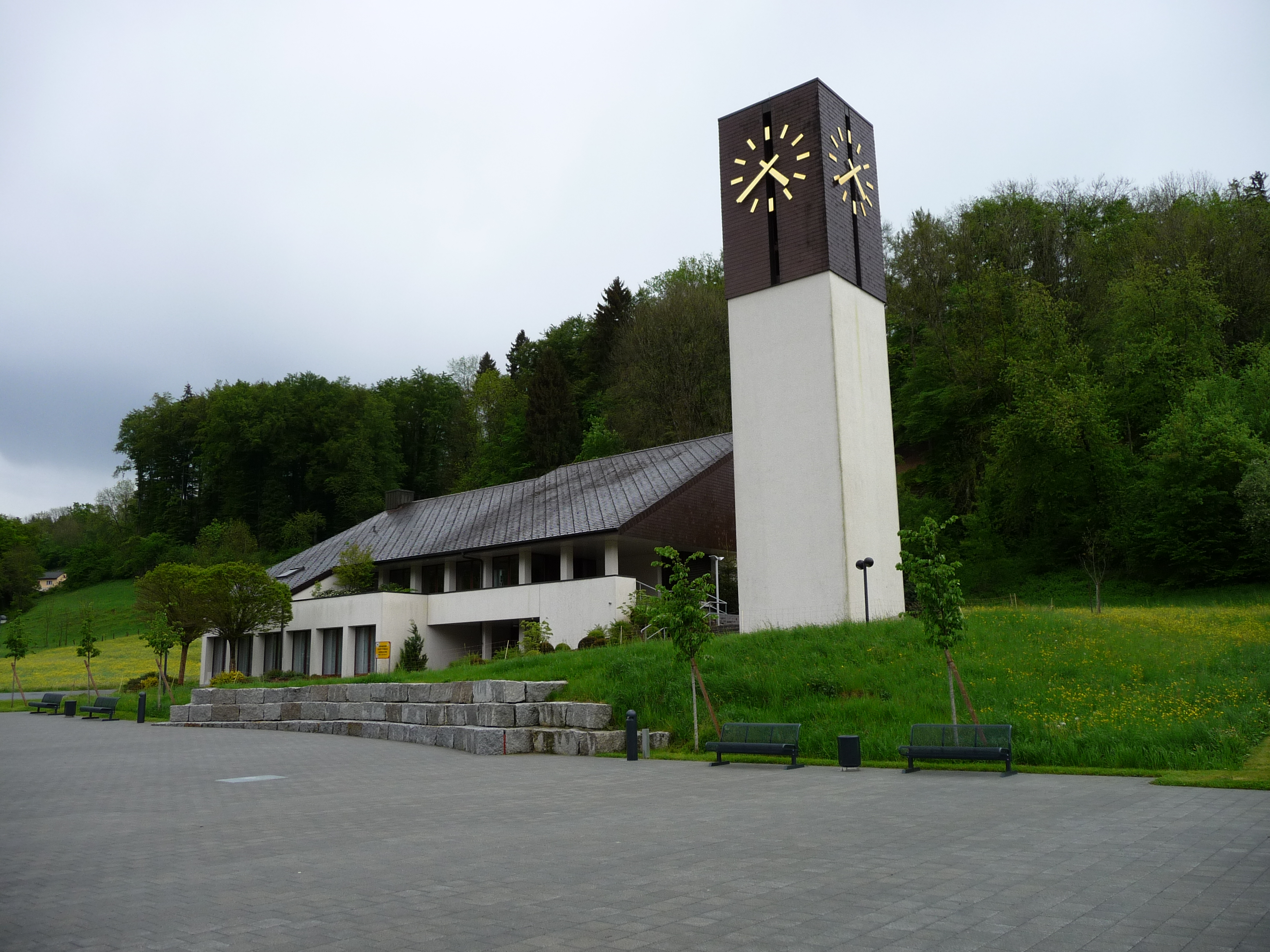
La chiesa riformata

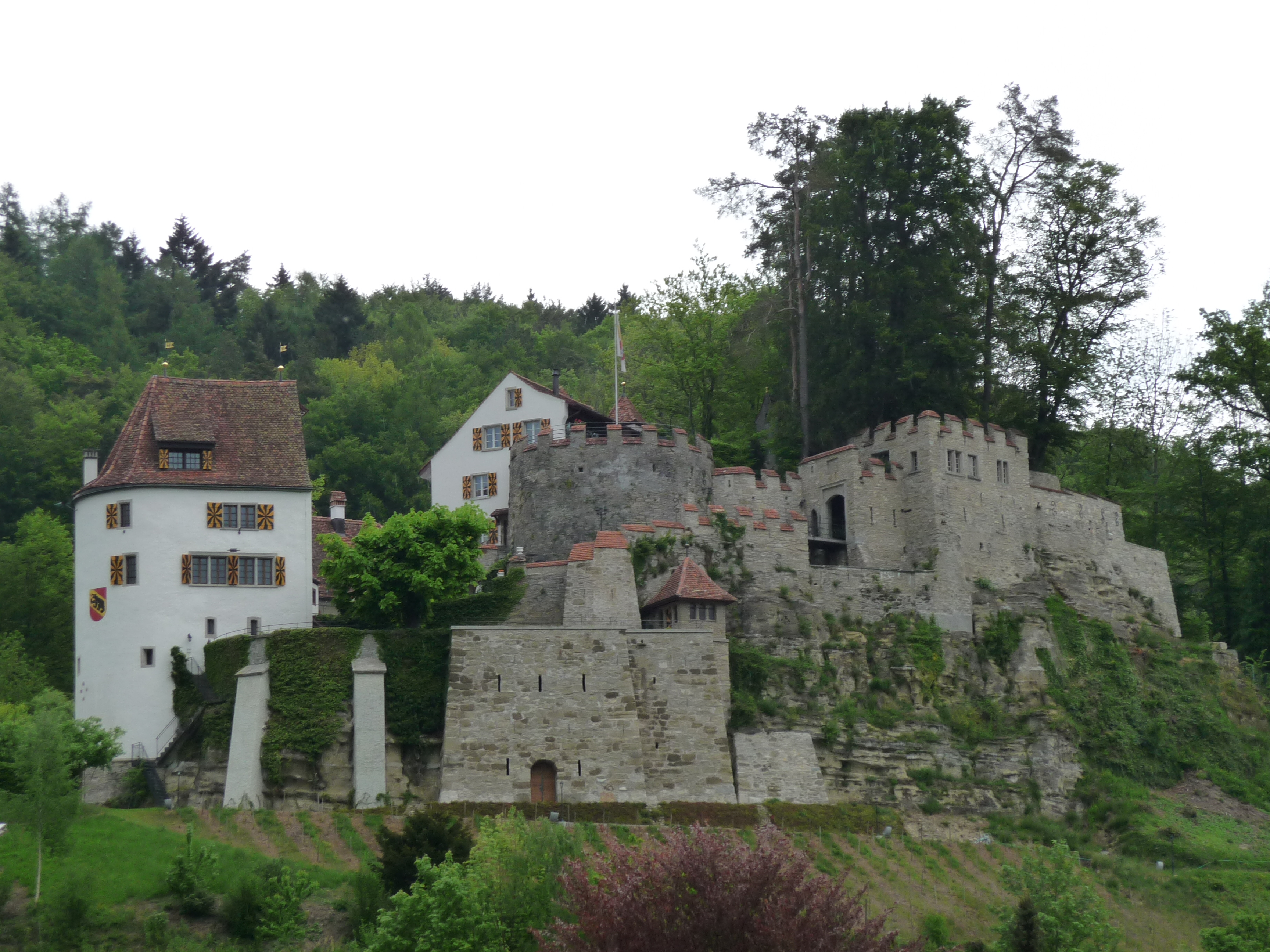
Il castello di Trostburg

- Chiesa riformata, eretta nel 1979[1];
- Castello di Trostburg, eretto nel XII secolo[2].

## Società

### Evoluzione demografica
L'evoluzione demografica è riportata nella seguente tabella:
Abitanti censiti

## Amministrazione
Ogni famiglia originaria del luogo fa parte del cosiddetto comune patriziale e ha la responsabilità della manutenzione di ogni bene ricadente all'interno dei confini del comune.